# San Miguel Hockey & Rugby Club

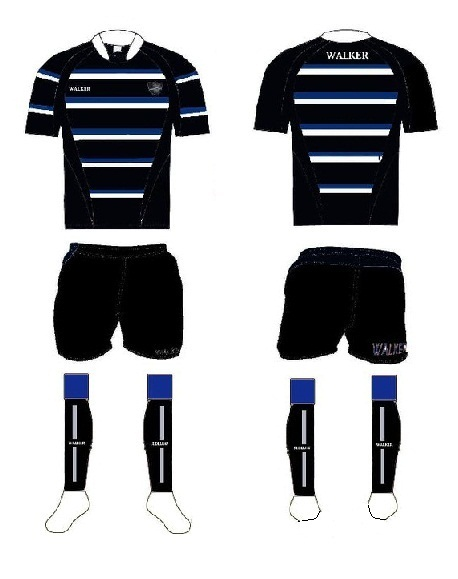
Camiseta actual de rugby

San Miguel Rugby & Hockey Club (SMRHC) es un club de rugby y hockey de la ciudad de San Miguel (Buenos Aires). Fue fundado en el 22 de diciembre de 1985, pertenece a la Unión de Rugby de Buenos Aires (URBA).

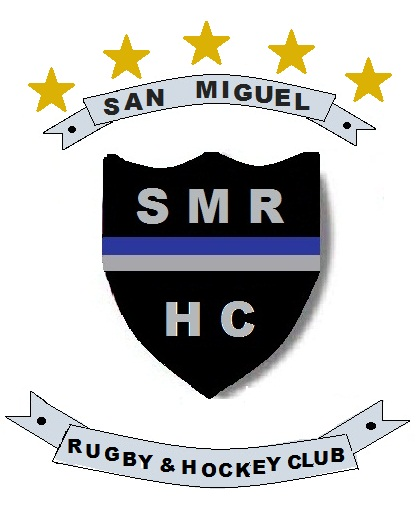
Escudo con las cinco estrellas en conmemoración a los cinco fallecidos en un accidente

## Hockey
A partir de marzo de 2008 reinició sus actividades con el Hockey sobre césped. Desde entonces cuentan con la escuelita mixta de menores de carácter recreativo y con juveniles y mayores de carácter competitivo. En cuanto a este deporte, aún no se encuentran federados en la Asociación Amateur de Hockey de Buenos Aires; aunque ese ha sido su proyecto de crecimiento desde los inicios y lo continúa siendo.
Actualmente, se encuentran compitiendo en ligas de seven y hockey 11.

## Rugby
Es el deporte más fuerte y con más participantes del club, cuenta con rugby infantil, juvenil, plantel superior, veteranos y rugby femenino. En cuanto a rugby masculino, se encuentran participando de la URBA a nivel competitivo. A excepción del rugby infantil que es principalmente de carácter formativo. 

## Cancha
En la actualidad el club tiene sus instalaciones sobre la calle Pardo N° 5201 en Bella Vista, partido de San Miguel, en el ex campo de polo antes llamado "Los Indios Polo Club". Cuenta con dos canchas de rugby reglamentarias y la proyección de una cancha de hockey en construcción. 
Hace solo unos años el club logró la adquisición definitiva del predio y desde entonces se encuentra en obra para construir la primera sede definitiva. Hecho histórico para este club fundado en 1985. 

## Accidente de tránsito de los cinco jugadores
El 20 de noviembre de 2010, en la localidad de Puerto Piray de Misiones, sufrieron un accidente de tránsito cinco jugadores de dicho club fallecieron en el auto se encontraba:Máximo Taborda (capitán de equipo), Juan Pablo Ligorria, Juan Manuel Ligorria, Gastón Arias y Mariano Falcón.
- Datos: Q6119421